# Vogtland Radio
Vogtland Radio ist ein regionaler privater sächsischer Hörfunksender, der aus seinem Studio in Plauen/Haselbrunn sendet und in der Region Westsachsen, Vogtland, Ostthüringen (thüringisches Vogtland) analog über UKW und DAB zu empfangen ist. Seinen Sendestart hatte das Vogtland Radio am 28. September 1998. Das Radioprogramm wird unter anderem auch in verschiedene sächsische und thüringische Kabelnetze eingespeist und im Internet als Livestream verbreitet. Der Werbespruch des Senders lautet: „Vogtland Radio – Hier sind Sie zu Hause!“

## Allgemeine Informationen

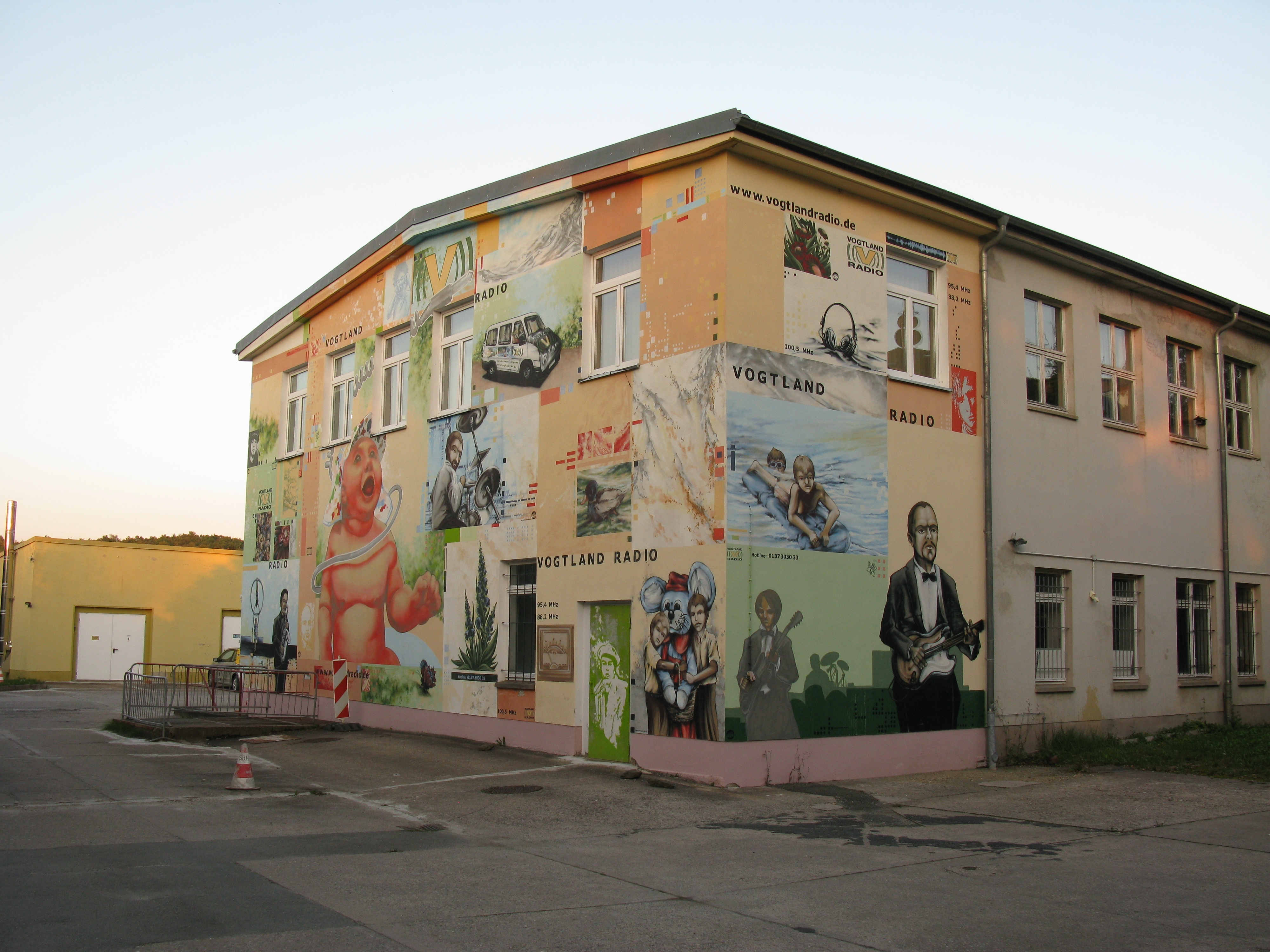
Das Funkhaus in Haselbrunn

Der Sender spricht eine Hörerzielgruppe im Alter von 29 bis 59 Jahren an. Er spielt hauptsächlich das AC-Musikformat (Adult Contemporary). Das 24-stündige Programm wird eigenständig und ohne Zulieferung im Funkhaus in Plauen/Haselbrunn produziert. Neben Musik gibt es werktags und am Wochenende halbstündlich Schlagzeilen und stündlich Nachrichten, Verkehrsmeldungen und Beiträge überwiegend aus dem Vogtland, Westsachsen und Ostthüringen.
Vogtland Radio ist im überregionalen Werbeverbund Kombimitglied des Sachsen Funkpaket und der Sachsen-Hit-Kombi.
Die lizenzgebende Landesmedienanstalt ist die Sächsische Landesmedienanstalt (SLM) in Leipzig, die ebenso für die Überwachung und Aufsicht des Senders zuständig ist. Die zuständige Aufsichtsbehörde für das Thüringer Sendegebiet ist die Thüringer Landesmedienanstalt (TLM).

## Sendefrequenzen
Das Vogtland Radio sendet mit folgenden Frequenzen über UKW. Zusätzlich ist es über diverse Frequenzen im Kabelnetz und als Livestream im Internet zu empfangen.
Digital erfolgt eine Verbreitung im DAB+ Regionalmux Chemnitz auf Kanal 8A.
| Standort       | Frequenz  | Sendeleistung |
| -------------- | --------- | ------------- |
| Plauen         | 95,4 MHz  | 2000 Watt     |
| Auerbach       | 88,2 MHz  | 0400 Watt     |
| Reichenbach    | 100,5 MHz | 1000 Watt     |
| Markneukirchen | 103,8 MHz | 0500 Watt     |
| Klingenthal    | 103,5 MHz | 0500 Watt     |
| Gera           | 104,5 MHz | 0100 Watt     |
| Schleiz        | 92,4 MHz  | 0200 Watt     |
| Altenburg      | 107,5 MHz | 0500 Watt     |